# ベラ・ハディッド
イザベラ・ハイル・ハディッド（Isabella Khair Hadid（[həˈdiːd]）、1996年10月9日 - ）は、アメリカ合衆国の女性ファッションモデル、タレント。

## 来歴
ロサンゼルス生まれ。
パレスチナ人で不動産開発者の父とオランダ人の元スーパーモデルヨランダ・フォスターを母にもつ。
姉に同じくモデルのジジ・ハディッドがいる。ジジは2016年世界モデル長者番付で900万ドル（約9億2,800万円）を稼ぎ、5位にランクインを果たした。
その他、弟でモデルのアンワル・ハディッド、実父側の異母姉妹が2人、更に継父側の異母姉妹が5人いる。彼女の両親は離婚しており、母親は2011年に音楽プロデューサーのデイヴィッド・フォスターと再婚したが、母親は2015年12月にふたたび離婚している。
モデルのケンダル・ジェンナーはジジの親友の一人でもあるが、ベラ自身もデビュー前の14歳から交友があり、今も仲の良い友人の一人である。
その他、ヘイリー・ビーバー、パリス・ジャクソン、カイリー・ジェンナー等とも交友がある。
歌手のザ・ウィークエンドが恋人である。
2016年10月、ヴィクトリアズ・シークレットのオーディションに合格。同年11月に行われた(現地時間12月)姉のジジと出演し、ヴィクシーモデル初の姉妹出演となった。ジジが合格した2015年にもオーディションは受けていたが、不合格だった事をインタビューにて明かしている。
10代の頃からヘビースモーカー（アメリカは州ごとに規定があるものの、概ね18歳以上で喫煙を認める州が多い）で、度々喫煙中の写真をパパラッチに撮られていたり、20代に入ってからはモデル撮影でも喫煙中の写真が多かったが、2017年7月27日に自身のInstagramにて「禁煙する」と投稿した。